# ماهر همام

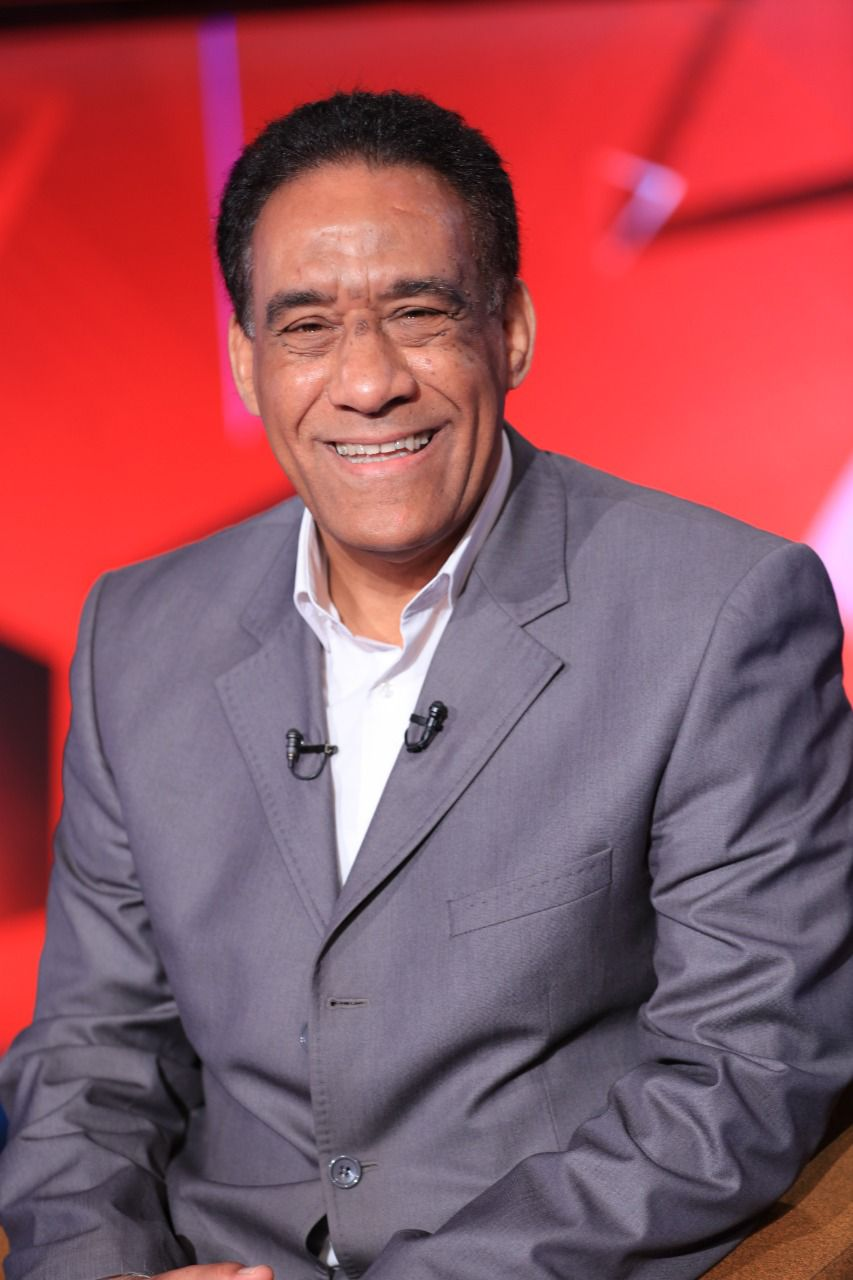
ماهر همام لاعب النادي الأهلي ومنتخب مصر في السبعينات والثمانينات

ماهر همام لاعب كرة قدم مصري في مركز قلب الدفاع، من ناشئي النادي الأهلي ، ولعب للنادي الأهلي في السبعينات والثمانينات.

## مسيرته الكروية
بدأ مشواره الحافل في شوارع العباسية ولأنه كان يعشق الأهلي تقدم لمعقل الأبطال بالجزيرة واجتاز اختبارات الناشئين عام 1971 حيث لعب في صفوف ناشئي الأهلي تحت 16 سنة، ولفت أنظار مستر هيديكوتي والكابتن فؤاد شعبان المدرب العام، وتم ضمه إلى صفوف الفريق الأول حيث أصبح بعد فترة وجيزة أحد أعمدة دفاع الأهلي الراسخة إلى جانب العملاقين حسن حمدي ومصطفى يونس.

وخاض أول مباراة رسمية في الأسبوع الثامن عشر موسم 1975–1976 أمام نادي الطيران وفاز الأهلي 1–0 سجله محمود الخطيب .. لكن مباراة الأهلي مع بطل ألمانيا مونشجلادباخ في يوم الأحد 4 إبريل 1976 أمام 100 ألف متفرج باستاد القاهرة والتي انتهت بالتعادل 2–2 كانت بمثابة اختبار حقيقي له واستطاع أن يتفوق ويحد من خطورة مهاجمي ألمانيا يانسن وسيمونس وكان في مقدمة نجوم المباراة.

## روابط خارجية
- ماهر همام على موقع قاعدة بيانات كرة القدم.إي يو (الإنجليزية)
- ماهر همام على موقع ناشيونال فوتبول تيمز (الإنجليزية)

- ماهر همام